# Братства

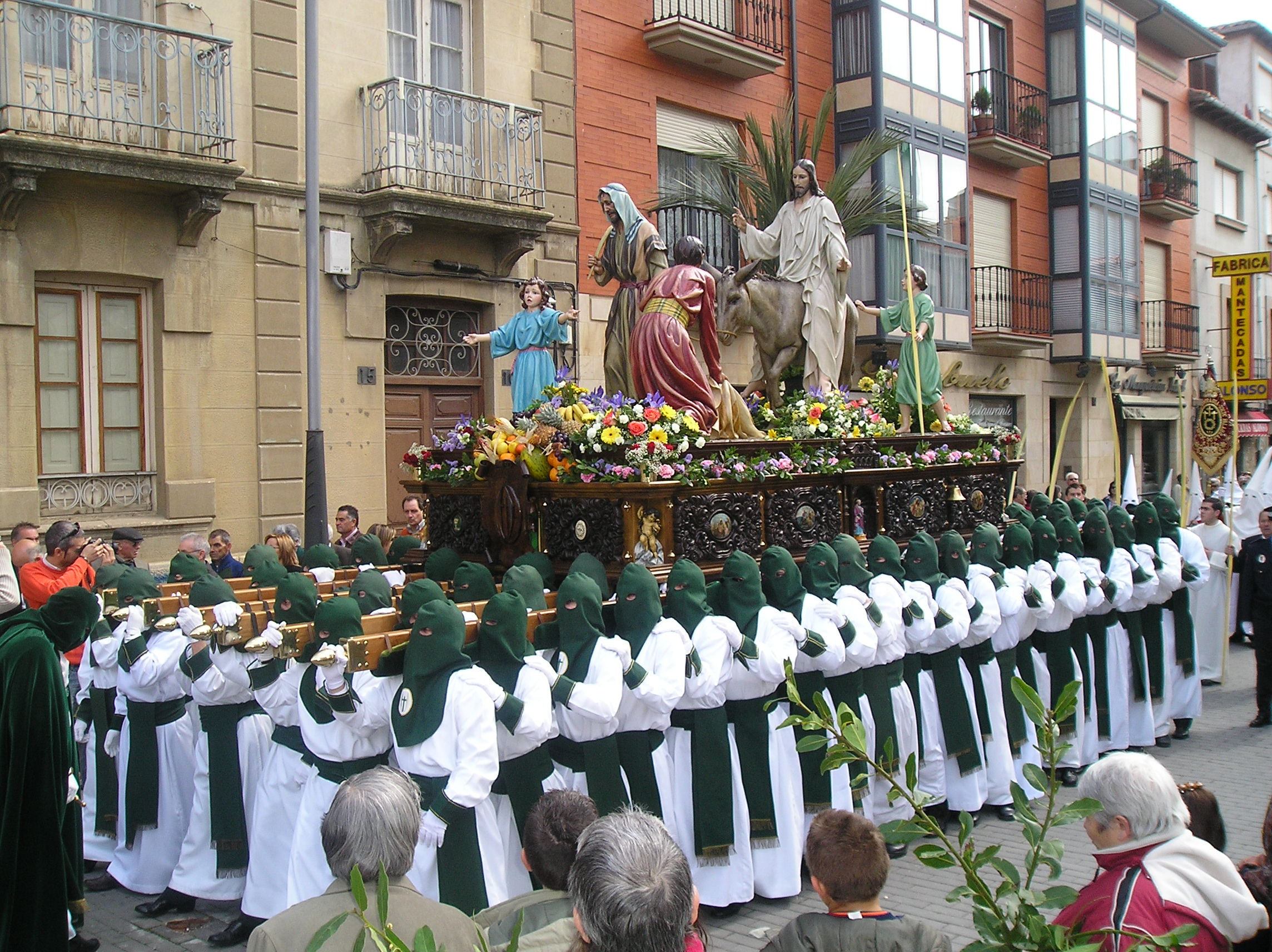
Члени іспанського Братства покути на чолі процесії з нагоди Великого Посту

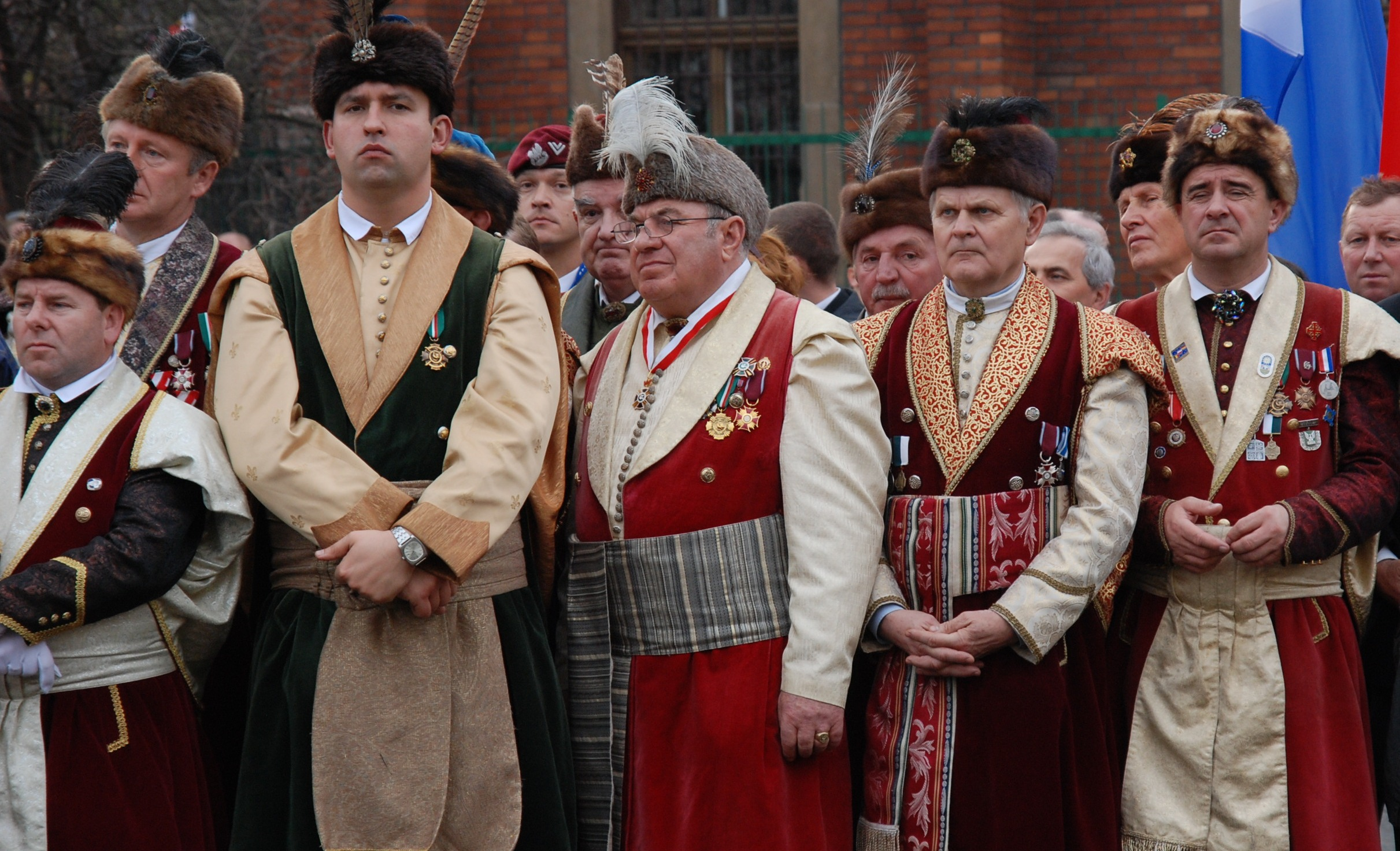
Члени Краківського куркового братства

Братства (англ. fraternity, нім. Bruderschaft) — на Заході чоловічі світські організації, товариства або ордени, створені з релігійною метою. Походять від католицьких чернечих товариств середньовічної Європи. Розвинулися у світські співбратства (confraternity), цехи (гільдії) й студентські товариства як організації взаємодопомоги і взаємозахисту, базовані на спільній вірі. Члени братств називалися братами (frater, friar). Існували у католицькій, протестанській та православній Європі раннього нового часу. У пізньому новому часі за моделю братств були створені масонські ложі, а згодом — світські товариства на основі спільного інтересу: академічні, студентські, мисливські. Аналогічні європейським братствам організації існували в середньовічних країнах Сходу.